# Магнитохидродинамика
Магнитохидродинамиката (МХД) (магнитофлуиддинамика или хидромагнетика), е академична дисциплина, която изучава динамиката на електропроводими флуиди. Примери за такива флуиди включват плазма, течни метали и солена вода. Думата магнитохидродинамика се получава от магнито- означаваща магнитно поле, хидро- означаваща флуид, и динамика означаваща движение. Предметът МХД е основан от Ханес Алфвен, за което последния получава Нобелова награда за физика през 1970.
Уравненията, описващи МХД, са комбинация от уравненията на Навие-Стокс за хидродинамиката и уравненията на Максуел за електромагнетизма. Тези диференциални уравнения трябва да се решат едновременно. Това е твърде сложна задача, която има точно решение само в определени прости случаи. За решаване на реални задачи се използват числени методи, нерядко с помощта на суперкомпютри. Тъй като МХД е теория за флуидите, тя не засяга кинетични явления, например такива, за които съществуването на дискретни частици или на нетоплинни разпределения на скоростите им е важно.

## Общо (не-техническо) определение
Магнитохидродинамиката (или МХД) е теорията за макроскопичното взаимодействие на електрически проводими флуиди с магнитно поле. Тя е от значение за много инженерни проблеми, като поддържане (задържане) на плазма за контролиран термоядрен синтез, охлаждане на ядрени реактори с течни метали и електромагнитно леене на металите. Също намира приложения в геофизиката и астрофизиката, където един забележим пример е така наречената динамо-задача, която засяга произхода на магнитното поле на Земята (нейното ядро е от течен метал).
Поради тяхната практическа значимост, МХД задачите (задачите за МХД потоци) са предмет на отдавнашно и интензивно мултидисциплинарно изследване, но освен за относително прости (специални) случаи, тежкият математически и числен анализ на тези задачи е „terra incognita“. Изследователите развиват новаторски подход на важен клас МХД задачи, който преодолява някои присъщи трудности на традиционния анализ.

## Определение 2
Магнитохидродинамиката е теория за макроскопичното взаимодействие на електрически проводими флуиди с магнитно поле. При вискозния несвиваем случай, МХД потока е описван с уравненията на Навие-Стокс и уравненията на Максуел за магнитното поле. Последното излиза и извън обсега на проводящия флуид и в идеалния случай се разпростира в пространство извън флуида. Това изразява електромагнитното взаимодействие на флуида с околния свят, което издига предизвикателни задачи в математическия анализ и числената апроксимация.
Някои изследователи развиват новаторски подход за вискозна, несвиваема МХД, който избягва определени трудности на традиционните подходи при избора на основни променливи на уравненията. Вместо използването на скоростта и магнитното поле, като основни променливи се избират токовата плътност и скоростта на флуида. Методът скорост-ток се прилага успешно за доказване на свойствата на определени стационарни МХД задачи и за разработване на ефикасен алгоритъм с метода на крайните елементи за числена апроксимация. Една от целите на предложения анализ е да се разшири метода „скорост-ток“ както аналитично така и числено за по-сложни стационарни задачи, които възникват в технологиите с течни метали и други приложения. Главни инструменти за тази цел биха били методите с интегрални уравнения, смесени вариационни формулировки и комбинирането на метода с крайните елементи и метода с граничните елементи.